# (2793) Valdaj
(2793) Valdaj (1977 QV) – planetoida z pasa głównego asteroid okrążająca Słońce w ciągu 5,63 lat w średniej odległości 3,16 j.a. Odkryta 19 sierpnia 1977 roku.